# Guy Madison
Pour les articles homonymes, voir Madison.
Guy Madison est un acteur américain, de son vrai nom Robert Ozell Moseley, né le 19 janvier 1922 à Bakersfield (Californie) et mort le 6 février 1996 à Palm Springs (Californie).

## Biographie
Il est découvert par Henry Willson, le célèbre agent à la réputation sulfureuse qui avait lancé Rock Hudson. Sous le pseudonyme de Guy Madison, il débute au cinéma dans Depuis ton départ de John Cromwell, avec Claudette Colbert et Jennifer Jones, sorti en 1944. Jusqu'en 1959, il contribue à dix-sept autres films américains, dont Jusqu'à la fin des temps d'Edward Dmytryk (son deuxième film, 1946, avec Robert Mitchum et Dorothy McGuire) et La Charge des tuniques bleues d'Anthony Mann (1955, avec Victor Mature et Anne Bancroft), un de ses nombreux westerns.
De 1961 à 1974, Guy Madison poursuit sa carrière au cinéma en Europe, tournant des films italiens et des coproductions, dont des westerns spaghetti. Citons le film de guerre franco-italien Tête de pont pour huit implacables d'Alfonso Brescia (1968, avec Peter Lee Lawrence et Erika Blanc).
Puis il apparaît encore dans deux ultimes films américains sortis en 1976 (Won Ton Ton, le chien qui sauva Hollywood de Michael Winner) et 1978.
À la télévision, Guy Madison collabore à treize séries, la première étant The Adventures of Wild Bill Hickok (en), où il tient le rôle-titre durant cent-treize épisodes, diffusés de 1951 à 1958, aux côtés d'Andy Devine (les deux acteurs se produisant aussi dans l'adaptation radiophonique de cette série, de 1951 à 1956). Mentionnons également L'Île fantastique (1979, un épisode) et la dernière série à laquelle il participe, Guillaume Tell (1987-1988, trois épisodes).
Sa dernière prestation au petit écran est dans La Rivière rouge (remake du western du même nom de 1948), avec Bruce Boxleitner et James Arness, son second téléfilm, diffusé en 1988 (après un premier en 1979).
Pour ses contributions à la radio et à la télévision, deux étoiles lui sont dédiées sur le Walk of Fame d'Hollywood Boulevard.

## Filmographie partielle

### Au cinéma

#### Période américaine
- 1944 : Depuis ton départ (Since you went away) de John Cromwell
- 1946 : Jusqu'à la fin des temps (Till the End of Time) d'Edward Dmytryk
- 1947 : Sérénade à Mexico (Honeymoon) de William Keighley
- 1948 : L'Archange de Brooklyn (Texas, Brooklyn and Heaven) de William Castle
- 1951 : Le Rocher du diable (Drums in the Deep South) de William Cameron Menzies
- 1953 : La Charge sur la rivière rouge (The Charge at Feather River) de Gordon Douglas
- 1954 : La poursuite dura sept jours (The Command) de David Butler
- 1955 : On ne joue pas avec le crime (5 Against the House) de Phil Karlson
- 1955 : La Charge des tuniques bleues (The Last Frontier) d'Anthony Mann
- 1956 : L'Impudique (Hilda Crane) de Philip Dunne
- 1956 : La Vengeance de l'Indien (Reprisal !) de George Sherman (+ producteur, expérience unique à ce titre)
- 1956 : Au seuil de l'inconnu (en) (On the Threshold of Space) de Robert D. Webb
- 1958 : La Femme au fouet (en) (Bullwhip) d'Harmon Jones
- 1959 : Bagarre au-dessus de l'Atlantique (Jet Over the Atlantic) de Byron Haskin
- 1976 : Won Ton Ton, le chien qui sauva Hollywood (Won Ton Ton, the Dog who saved Hollywood) de Michael Winner
- 1978 : Where's Willie ? de John Florea

#### Période européenne
- 1961 : L'Esclave de Rome (La schiava di Roma) de Sergio Grieco et Franco Prosperi (film italien)
- 1961 : Le Glaive du conquérant (Rosmundo e Alboino) de Carlo Campogalliani (film italien)
- 1962 : L'Île aux filles perdues (Le prigionere dell'isola del diavolo) de Domenico Paolella (film franco-italien)
- 1964 : La Vengeance du doge (Il vendicatore mascherato) de Pino Mercanti (film franco-italien)
- 1964 : Le Trésor de Malaisie (Sandokan alla riscossa) de Luigi Capuano (film germano-italien)
- 1964 : Duel à Rio Bravo (Desafío en Río Bravo) de Tulio Demicheli (film hispano-franco-italien)
- 1964 : Les Cavaliers rouges (Old Shatterhand) d'Hugo Fregonese (film germano-yougoslave)
- 1965 : Le Dernier Roi des Incas (Das Vermächtnis des Inka) de Georg Marischka (film hispano-italo-germano-bulgare)
- 1967 : Prisonniers du plaisir (it) (LSD - Inferno per pochi dollari) de Massimo Mida (en) (film italien)
- 1967 : Sept Winchester pour un massacre (7 Winchester per un massacro) d'Enzo G. Castellari (film italien)
- 1967 : Le Retour de Django (Il figlio di Django) d'Osvaldo Civirani (film italien)
- 1967 : Devilman le diabolique (Devilman Story) de Paolo Bianchini (film italien) : Mike Harway, journaliste
- 1968 : Superargo contre les robots (L'invincibile Superman) de Paolo Bianchini (film hispano-italien)
- 1968 : Ringo ne devait pas mourir (I lunghi giorni dell'odio) de Gianfranco Baldanello (film italien)
- 1968 : Tête de pont pour huit implacables (Testa di sbarco per otto implacabili) d'Alfonso Brescia (film franco-italien)
- 1969 : L'Enfer des Philippines (Un posto all'inferno) de Giuseppe Vari (film italien)
- 1969 : L'Otage du Troisième Reich (Comando al infierno) de José Luis Merino (film hispano-italien)
- 1970 : Le Colt du révérend (Reverendo Colt) de León Klimovsky (film hispano-italien)
- 1974 : Il baco da seta de Mario Sequi (film italien)

### À la télévision

#### Séries
- 1951 : The Adventures of Wild Bill Hickok
  - Saisons 1 à 8, 113 épisodes : Wild Bill Hickok
- 1957 : La Grande Caravane (Wagon Train)
  - Saison 1, épisode 12 The Riley Gratton Story de John Brahm
- 1960 : Les Aventuriers du Far West (Death Valley Days)
  - Saison 9, épisode 8 Extra Guns
- 1972 : Ah ! Quelle famille (The Smith Family)
  - Saison 2, épisode 18 Winner Take All d'Herschel Daugherty
- 1979 : L'Île fantastique (Fantasy Island)
  - Saison 2, épisode 21 Yesterday's Love / Fountain of Youth de George McCowan
- 1987-1988 : Guillaume Tell (Crossbow)
  - Saison 1, épisode 18 Les Quatre Cavaliers (The Four Horsemen, 1987) de George Mihalka, épisode 19 La Citadelle (The Citadel, 1988) et épisode 20 La Princesse (The Princess, 1988)

#### Téléfilms
- 1979 : The Rebels de Russ Mayberry
- 1988 : La Rivière rouge (Red River) de Richard Michaels